# Kei Taniguchi
Kei Taniguchi (谷口 圭 Taniguchi Kei?,  nacido el 15 de julio de 1974 en Seiyo, Ehime) es un exfutbolista japonés. Jugaba de defensa y su último club fue el Ehime FC de Japón.

## Trayectoria

### Clubes
| Club                 | País  | Año         |
| -------------------- | ----- | ----------- |
| Nagoya Grampus Eight | Japón | 1993 - 1996 |
| Brummel Sendai       | Japón | 1997        |
| Ehime FC             | Japón | 1998 - 2002 |

## Palmarés

### Títulos nacionales
| Título             | Club                 | País  | Año  |
| ------------------ | -------------------- | ----- | ---- |
| Copa del Emperador | Nagoya Grampus Eight | Japón | 1995 |